# Kostel svatého Jana Křtitele (Studenec u Horek)
Kostel svatého Jana Křtitele je novorománský římskokatolický kostel v obci Studenec u Horek z roku 1868.

## Historie
Na místě současného kostela stál kostelík postavený roku 1589 z popudu Jana Stráníka z Kopidlna. V letech 1866 a 1868 byl stavitelem Edmundem Zirnem z Vrchlabí a Janem Jirmem z Lánova vystavěn nový kostel. Vysvěcen byl 13. září 1868 biskupem Karlem Boromejským Hanlem.

## Popis
Kostel je jednolodní stavba s předstupující věží a pětibokým závěrem. Ze severní a východní strany ke kostelu přiléhá hřbitov. U portálu stojí socha Panny Marie a kamenný kříž. V okolí hřbitova nalezneme sochy svatého Václava, svaté Ludmily a Tomáše Garrigue Masaryka. Ta byla odhalena 28. října 2018 k výročí 100 let Československé republiky. Jedná se již o čtvrtou sochu Masaryka. Předchozí tři byly za totalitních režimů zničeny.
Interiér vytvořila novopacká dílna Antonína Suchardy. Dvoumanuálové mechanické zásuvkové varhany postavil Josef Prediger (1812–1891) v roce 1872. Varhany byly několikrát zrekonstruovány a upraveny.

## Zvony
Nejstarší dochovaný zvon je tzv. Straníkův zvon z roku 1590. Do nového kostela byl přenesen ze staré zbořené dřevěné zvoničky. Zvon má průměr 79 cm, výšku 55 cm a váží kolem 300 kg. Byl odlit zvonařem Donátem Schrötterem z Hostinného. Šestiramenná koruna zvonu je zdobena rozvlinami. Čepec zvonu lemují pro Schröttra typické palmety. Při horní straně krku zvonu se nachází pás s ptáčky, po kterém následuje německý nápis:
RUF MICH AN IN ZEIT DER NOT SPRICHT DER HER SO WIL ICH DICH ERETEN UND DU SOLST MICH PREISEN“

(„Vzývej mne v čas soužení, praví Pán, i vytrhnu tě a ty mě budeš oslavovat.“)
Žalm 49
Na zvonu se nachází ještě jeden text pod dvěma nestejně širokými ornamentálními pásy. Na jedné straně pláště zvonu nalezneme symbol Ukřižování a letopočet 1590, na druhé pak český nápis, pod kterým nalezneme erb Jana Straníka.
„TENTO ZWON SLYT GEST NAKLADEM UROZENEHO PANA IANA STRANIKA Z KOPYDLNA NA STUDENÉ HORZIE A STUDENCZY.“

Druhým zvonem je zde pak malý zvon. 13. září 1916 byly tři zvony odvezeny pro výrobu děl k válečnému využití.

## Mše svaté a bohoslužby
Mše svaté se zde konají v úterý 18:00, ve čtvrtek 8:00, v pátek 18:00 a v neděli 8:00.